# William Labov
William Labov, né le 4 décembre 1927 à Rutherford, New Jersey et mort le 17 décembre 2024, est un linguiste américain, considéré comme un des fondateurs de la sociolinguistique moderne, particulièrement dans son volet quantitatif.
Son apport considérable permet une redéfinition et une meilleure description de la variation linguistique, et prend plusieurs orientations majeures.
Premièrement, il est, avec Uriel Weinreich et Marvin Herzog (en), un père de la linguistique variationniste, qui étudie le langage en le considérant comme sujet d'une inhérente variabilité, tout en étant ordonné dans son hétérogénéité. William Labov a également porté un éclairage social à l'évolution du langage au cours du temps, en expliquant la relation dynamique entre variation et changement. Il a par la suite introduit une nouvelle approche de la langue vernaculaire par le biais de l'analyse du texte narratif oral. Corollairement à son travail sur la variation linguistique, William Labov a enfin porté d'importantes contributions à la méthodologie de l'analyse de corpus en linguistique. Il a été professeur à l'université de Pennsylvanie, y poursuivant des recherches en sociolinguistique et en dialectologie, jusqu'à sa mort en 2024.

## Biographie

### Enfance et éducation
William Labov naît à Rutherford, une ville de l'agglomération new-yorkaise située à 30 minutes de Manhattan ; il y passe les 12 premières années de son enfance. Le déménagement qui s'ensuit n'entachera pas, par la suite, son sentiment d'appartenance à la communauté linguistique rutherfordienne,.
À 12 ans, en effet, William Labov s'installe avec sa famille à Fort Lee, une autre agglomération n'étant plus qu'à quelque 15 minutes de Manhattan et y étant relié directement par le pont George-Washington. Fort Lee est peuplé par une classe ouvrière essentiellement allemande et italienne,. En termes d'habitudes de prononciation, elle se trouve directement sous l'influence de la ville de New York. Le jeune William vit avec une certaine peine ce changement de pratique, ce qui le mène, durant le lycée, à devoir endurer brimades et conflits. Il noue toutefois, dans le même temps, des amitiés profondes, et cette période exercera une influence forte sur la structuration de son identité.

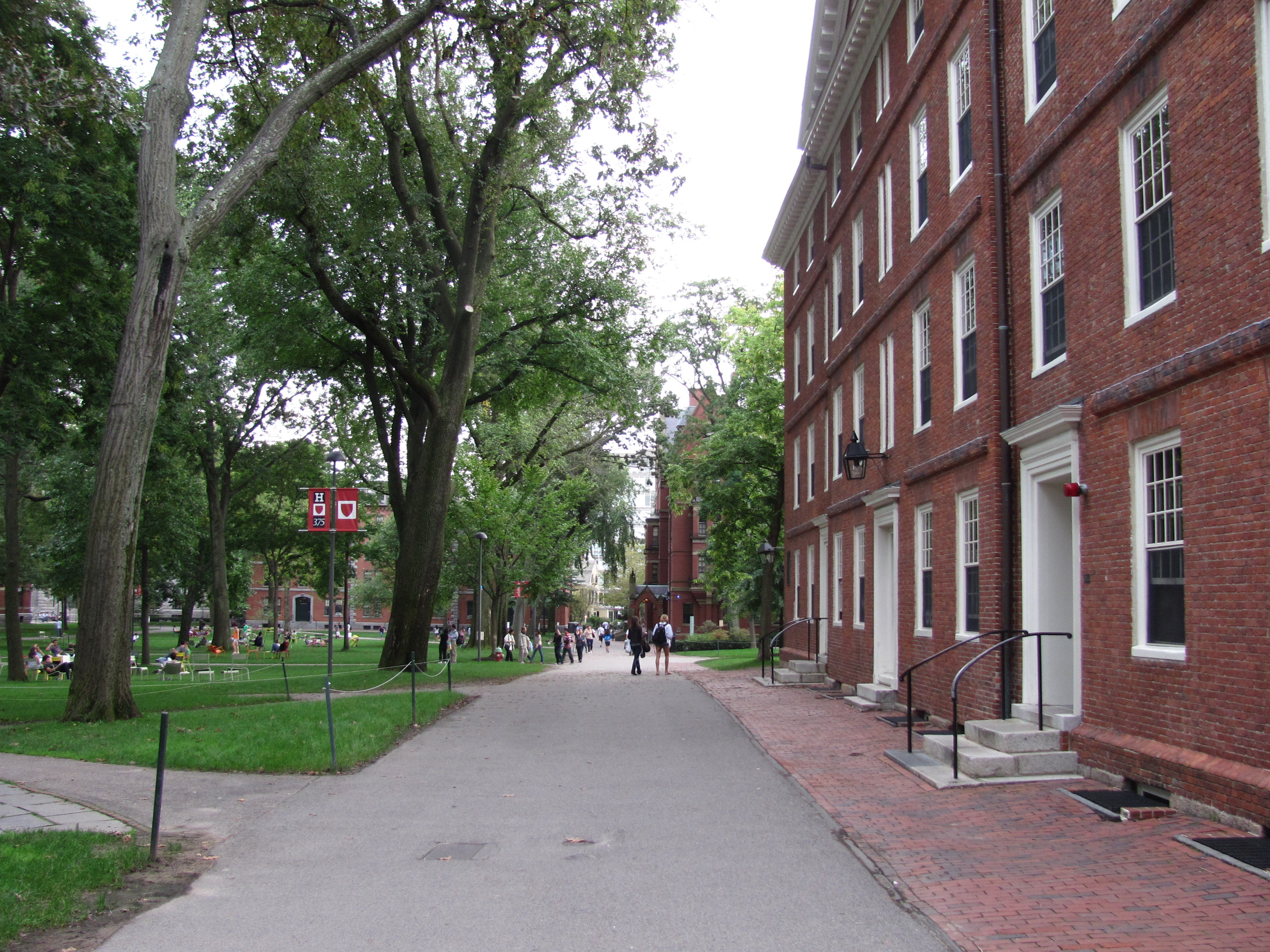
C'est au Harvard College que William Labov étudie, entre 1944 et 1948.

William Labov déclare être entré en relation dès son adolescence avec des linguistes, qui, par après, inspireront certaines de ses théories. Il est ainsi mis indirectement en contact avec Henry Sweet, ancien philologue et phonéticien britannique de renom, lorsque ce dernier inspire le rôle de professeur de prononciation qu'incarne Leslie Howard dans le film Pygmalion (1938),.
Entre 1944 et 1948, le jeune William délaisse la communauté dans laquelle il avait grandi, à Fort Lee, pour se rendre au Harvard College, dans le Massachusetts. Il y suit un plan d'études en anglais et en philosophie, en complétant son programme par une option en chimie. Il décrira plus tard ce dernier choix comme alors mû par une « idolâtrie de la science »,, qui dès lors ne le quittera plus.

### Première activité professionnelle (de 1949 à 1960)
Après avoir terminé des études de chimie industrielle à Harvard, William Labov commence sa carrière professionnelle en s'adonnant à l'écriture . Il perd et reprend dans une succession rapide plusieurs emplois, allant de la rédaction de résumés littéraires à la collecte d'informations pour des études de marché.
Ce n'est qu'après quelques années, en 1949, qu'il parvient à un emploi fixe, en travaillant pour une entreprise familiale de production d'encre pour la sérigraphie. Il y valorise ainsi ses connaissances en chimie en concevant de nouvelles formules et en participant à la réalisation d'encres complexes. Il nourrira durant ces années talent et passion sur le plan professionnel, tout autant qu'il en retirera une expérience positive sur les plans humain et personnel,,.
Plus tard dans sa carrière, Labov reconnaîtra que ce travail concret dans l'industrie lui aura permis de développer certaines qualités, dont profiteront ses recherches en linguistique. Premièrement, la conviction que la réalité est en mesure de mettre un raisonnement à l'épreuve,. Ensuite, que c'est par un enregistrement rigoureux et méthodique, qu'il est possible de prendre conscience des erreurs encourues. Enfin, en raison de la camaraderie qu'il vécut avec les travailleurs de l'usine, il retirera une certaine proximité avec la classe ouvrière qui l'amènera bientôt à porter un nouveau regard sur les parlers vernaculaires.
Après onze ans d'activité dans l'entreprise, William Labov quitte cependant son travail de concepteur d'encres sérigraphiques pour entreprendre de nouvelles études. C'est la nécessaire limitation de la communication intellectuelle prévalant dans le milieu industriel qui justifiera son abandon, un contexte de concurrence commerciale restreignant en effet fortement la diffusion des découvertes,.

### Retour à l'université et doctorat (de 1961 à 1964)

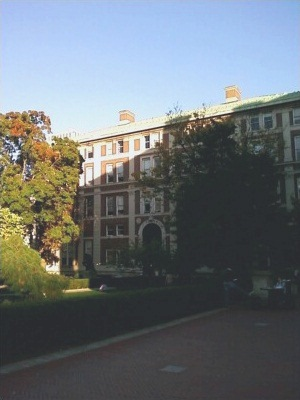
La faculté des lettres de l'université Columbia accueille Labov pour un doctorat en linguistique, réalisé sous la tutelle d'Uriel Weinreich.

William Labov reprend des études en linguistique anglaise en 1961,, en se présentant comme doctorant à l'université Columbia. L'anglais était une partie de sa formation initiale, et la linguistique, en tant que discipline alors relativement jeune, attisait sa curiosité. Si les débats et les échanges d'idées sur l'origine et la structure du langage lui paraissent d'un grand intérêt, il peut également bien vite poser un regard critique sur certaines démarches scientifiques auxquelles les linguistes avaient alors fréquemment recours.
L'ancien chimiste industriel prend ainsi rapidement conscience qu'il pourrait tirer profit de son expérience professionnelle pour proposer une alternative à l'introspection des données,, qui prévalait jusqu'alors,. Ce tournant méthodologique, qu'il commence déjà à envisager dans le cadre de ses études, ne s'accompagne alors pas encore des deux autres mutations que, dans le même élan, il insufflera plus tard à la linguistique : d'une part, une revalorisation du parler des classes populaires, et d'autre part un rejet des jugements a priori sur la qualité des données collectées.
Les années passées par William Labov à l'université Columbia se font en compagnie d'Uriel Weinreich, spécialiste du yiddish, qui y est alors responsable du département de linguistique,. C'est sous la tutelle de celui-ci que Labov présente, en 1963, sa thèse de doctorat, « The social stratification of English in New York City Department Stores », qu'il publiera trois années plus tard sous forme d'ouvrage, avec quelques modifications légères.
Uriel Weinreich, fils du linguiste Max Weinreich, est issu d'une famille de juifs laïques émigrée de Lituanie aux États-Unis avant l'occupation russe,. À peine un an plus âgé que William Labov, Uriel Weinreich entretient avec lui une relation particulière. Labov lui reconnaîtra une influence importante sur le développement de ses idées en sociolinguistique , à tel point qu'il avoue ne pas savoir « combien d'idées il a apportées de lui-même à la sociolinguistique, et combien il a héritées de Weinreich,. » Cette influence de Weinreich sera d'autant plus forte sur Labov qu'il décédera précocement d'un cancer, à l'âge de 41 ans, laissant à Labov des idées qu'il n'avait pas encore pu concrétiser,.

### Années à l'université Columbia (de 1964 à 1970)
Après la présentation de son doctorat, Labov obtient un poste de professeur à l'université Columbia, dans laquelle il enseigne entre 1964 et 1970.

### Années à l'université de Pennsylvanie (depuis 1971)
Ensuite, il devient professeur de linguistique à l'université de Pennsylvanie (1971). Il en devient le directeur du Laboratoire de Linguistique en 1977.

## Travaux principaux

### The social stratification of English in New York City

La chaîne la plus luxueuse, Saks, est également celle dans laquelle le plus de /r/ sont réalisés.

La variation liée à la classe sociale dans la prononciation constitue un centre d'intérêt majeur pour Labov. Une étude fondatrice en la matière est celle qu’il a réalisée à propos de la prononciation du /r/ à New York, dans le cadre de sa thèse  de doctorat, « The Social Stratification of English in New York City Department Stores » (1963, republié en ouvrage en 1966 sous le titre « The Social Stratification of English in New York City »). Il s’est rendu, pour la réaliser, dans trois chaînes de magasins de vêtements ciblant des clientèles socialement différentes : Saks Fifth Avenue, dont l’offre était catégorisée comme de luxueuse; Macy's adressée aux classes moyennes ; et S. Klein (en) ciblant les classes populaires. Ayant choisi les magasins de telle sorte qu’à chaque fois, les chaussures pour femmes soient vendues au quatrième étage (« fourth floor »), sa démarche d'investigation consistait à feindre de demander aux employés où se trouvaient ceux-ci. De là, il avait pour objectif d’étudier la variation de prononciation de cette même séquence, des classes supérieures aux classes populaires.
Le résultat de cette enquête a montré que la chaîne la plus luxueuse, Saks Fifth Avenue, est celle dans laquelle le plus de /r/ étaient prononcés. Cependant, la classe moyennes montre une hypercorrection en augmentant sa production de la variante prestigieuse et en surpassant la classe supérieure. En revanche, chez S. Klein, l’insistance sur la prononciation des /r/ est dans bien des contextes presque inexistante.

### Sociolinguistic patterns

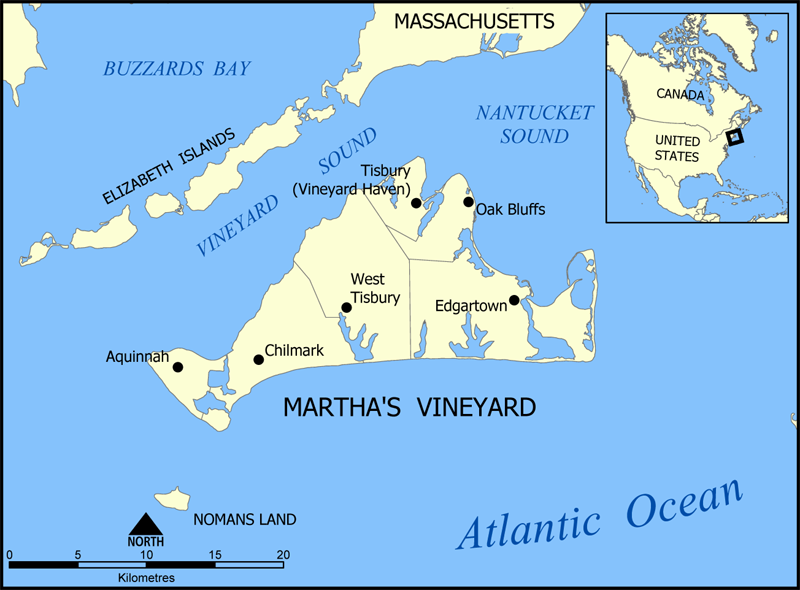
L'île de Martha's Vineyard.

William Labov, lors de vacances touristiques, se rend sur une petite île au large du Massachusetts, Martha's Vineyard. Durant son séjour dans cette île où le tourisme se développe depuis peu, il constate que l'enthousiasme des autochtones à recevoir les vacanciers fortunés varie considérablement d'une personne à l'autre. En outre, il note une variation typique de l’île (dans les diphtongues /a͜ʊ/ et /a͜ɪ/, présentes par exemple dans « mouse » et « mice »), qui est pratiquée d'une manière plus ou moins exagérée, ou plus ou moins modérée, selon les habitants.
Il fera l’objet de sa première recherche post-doctorale d’étudier une corrélation existant a priori entre ces deux phénomènes : les habitants favorables aux touristes semblent prononcer les deux diphtongues de la même manière que ceux-ci, dans un américain plus standard. Tandis que ceux qui leur sont plus défavorables, parmi lesquels les derniers marins de l’île dont l'activité de pêche au gros est à terme menacée par l'arrivée des touristes, auront tendance à conserver, voire à exagérer l’accent local.

## Apports scientifiques et méthodologiques majeurs

### Édification de la sociolinguistique moderne
William Labov conserve une influence de premier plan, particulièrement pour les études sociolinguistiques se réclamant de l'école anglo-saxonne. La méthodologie initiée par William Labov demeure également une référence pour tout travail en sociolinguistique quantitative ou de corpus.
William Labov est considéré comme le père de la sociolinguistique moderne. Il sera le premier à développer une étude de la variation dotée d’un arsenal descriptif véritablement performant (description quantitative, modèles théoriques,…). On lui doit de nombreuses études dans lesquelles il insiste sur des paramètres de variation linguistique jusqu'alors délaissés dans le cadre des études linguistiques. En dehors des variations géographiques (études des dialectes) et temporelles (histoire de la langue), Labov met en effet l'accent sur les variations diastratiques et diaphasiques, autant d'« axes » de la variation qui jusque-là avaient été délaissés par les linguistes. Les premières correspondent à des variations de la langue de nature sociale (liées au sexe, à l'âge, à la profession, à la position sociale, au niveau d'études...). Les secondes correspondent aux variations qui affectent le même locuteur en fonction de situations données (expression écrite ou orale, niveau de langue en fonction d'interlocuteurs différents).
Selon Labov, la sociolinguistique doit être en mesure d’expliquer et de décrire les variations dans l’usage de la langue, tant à l’échelle microsociale (au niveau de l’individu et des relations interindividuelles) qu’à l’échelle macrosociale (au niveau d’une communauté entière). Il s’agit de décrire et d’expliquer les variations tant chez des individus pris séparément que dans un groupe plus large. On constate que le langage est le reflet des relations sociales, et qu'il joue un rôle de marqueur identitaire, ce dont la sociolinguistique doit être en mesure de rendre compte.
La sociolinguistique constitue une réaction à la position générativiste, selon lequel tout linguiste devait se placer au niveau de la compétence et non de la performance, et donc étudier uniquement la norme linguistique sans tenir compte de l'usage, perçu comme fuyant. La sociolinguistique a pour mission de montrer que contrairement à la vision générativiste du langage, la performance n’est pas aléatoire. La variation qui la conditionne en effet n’est pas libre, mais structurée par des règles sous-jacentes.

### Mise en évidence du paradoxe de l'observateur
La question que pose alors Labov est de savoir si on peut réellement qualifier l'usage linguistique non standard d'appauvri, ou d'économe. Les précédentes études sur bande sonore qui avaient été menées aux États-Unis sur les locuteurs de variantes non standard semblaient en effet montrer que ces personnes maîtrisaient la langue à un degré moindre, et commettaient un certain nombre d'hésitations et d'erreurs même dans leur propre variante linguistique. C'est à ce qui fut dès lors observé comme une déformation linguistique que furent dès lors imputées des déficits cognitifs, plus spécifiquement pour les noirs américains dont on avait constaté des difficultés de scolarisation notoires dans le système américain.
William Labov a invalidé ce constat en soulignant qu'il résultait d'un artefact expérimental : les personnes enregistrées n’étaient en effet pas accoutumées aux conditions d'expérience qui leur étaient imposées. De fait, pour certains locuteurs, et particulièrement ceux de basse extraction sociale, le fait d'être enregistré et interrogé sur ses pratiques linguistiques par un individu s'exprimant dans une langue savante pouvait s'avérer psychologiquement déstabilisant, et conséquemment altérer les données recueillies. L’expérience avait, en réalité, toutes les chances d’être biaisée par les conditions de l’observation. Ce phénomène peut être rapproché de l'effet Hawthorne.
Labov va alors réaliser la même expérience, en en changeant les conditions. Il va se présenter aux jeunes noirs américains de manière informelle, autour d'un verre offert ou d'un paquet de chips, en évitant de piloter trop directement la conversation. En somme, l’observateur essaie de se fondre dans la communauté linguistique et de s’adapter à la personne interrogée. L’enquête ainsi réalisée par Labov va produire de tous autres résultats. On se rend compte que la compétence linguistique des personnes interrogées était élaborée, mais que leur problème est principalement une question de registre et de cadrage de l’interaction. Leur code est bien fonctionnel, et adapté à l’intérieur de la communauté utilisant une pratique uniforme, avec ses propres fonctionnements, et ce indépendamment du fait qu'il s'agisse d'une variante « non standard ».
En réalisant cette expérience, Labov a mis en évidence le problème méthodologique du 
paradoxe de l’observateur (en) : les données doivent refléter la manière dont la personne interagit dans un contexte réel de production. Avant lui, on négligeait le contexte en pensant qu’il suffisait de prendre un tiers informateur et de l’enregistrer. La contestation faite par Labov de cette approche a conduit à une reconsidération méthodologique et à un regard nouveau sur les variétés non standard.

## Publications

### Ouvrages
- (en) William Labov, The Social Stratification of English in New York City Department Stores, Washington, D.C., Center for Applied Linguistics, 1966, 485 p. (ISBN 0-521-52805-4 et 9780521528054, lire en ligne)

- (en) William Labov, The Study of Nonstandard English, Washington, D.C., National Council of Teachers of English, 1969

- (en) William Labov, The Study of Non-Standard English, Champaign (Illinois), National Council of Teachers of English, 1970, 73 p.

- (en) William Labov, Sociolinguistic Patterns, Philadelphie, University of Pennsylvania Press, 1972, 344 p. (ISBN 0-8122-1052-2 et 9780812210521, lire en ligne)

- (en) William Labov, Language in the Inner City : studies in the black English vernacular, Philadelphie, University of Pennsylvania Press, 1972, 412 p. (ISBN 0-8122-1051-4 et 9780812210514, lire en ligne)

- (en) William Labov, What is a linguistic fact?, Lisse, Peter de Ridder, 1975, 61 p. (ISBN 90-316-0075-X et 9789031600755)

- (it) William Labov et Lorenzo Renzi (rédacteur), Il Continuo e il Discreto nel Linguaggio, Bologne, Il Mulino, 1977, 202 p.

- (en) William Labov et David Fanshel, Therapeutic Discourse : Psychotherapy as Conversation, New York, Academic Press, 1977, 392 p. (ISBN 0-12-432050-3 et 9780124320505)

- (en) William Labov (éd.), Locating Language in Time and Space, New York, Academic Press, 1977, 271 p. (ISBN 0-12-432101-1 et 9780124321014)

- (en) William Labov, Principles of Linguistic Change : Internal Factors, vol. 1, Oxford, Basil Blackwell, 1994 (ISBN 0-631-17913-5 et 9780631179139)

- (en) William Labov, Principles of Linguistic Change : Social Factors, vol. 2, Oxford, Blackwell Publishing, 2001, 592 p. (ISBN 0-631-17916-X et 9780631179160)

- (en) William Labov, Sharon Ash et Charles Boberg, Studies in Sociolinguistics by William Labov, Pékin, Beijing Language and Culture University Press, 2001

- (en) William Labov, Atlas of North American English : Phonology and Phonetics, Berlin, Mouton de Gruyter, 2006, 318 p. (ISBN 3-11-016746-8 et 9783110167467)

- (en) William Labov, Principles of Linguistic Change : Cognitive and Cultural Factors, vol. 3, Oxford, Wiley Blackwell, 2010, 448 p. (ISBN 978-1-4051-1215-4 et 1-4051-1215-8, lire en ligne), p. 448

- (en) William Labov, The Language of Life and Death : The Transformation of Experience in Oral Narrative, août 2013, 248 p. (ISBN 978-1-107-65681-9 et 9781107033344, lire en ligne)

### Articles
- (en) William Labov, « Review of The Regional Vocabulary of Texas by E. Bagby Atwood », Word, no 29,‎ 1963, p. 266-272

- (en) William Labov, « The social motivation of a sound change », Word, no 19,‎ 1963, p. 273-309

- (en) William Labov, « On the mechanism of linguistic change », Georgetown Monographs on Language and Linguistics, no 18,‎ 1965, p. 91-114

- (en) William Labov, « A preliminary study of the structure of English used by Negro and Puerto Rican speakers in New York City », Cooperative Research Project, no 3091,‎ 1965

- (en) William Labov, « The linguistic variable as a structural unit », Washington Linguistics Review,‎ 1966, p. 84-113

- (en) William Labov, « Hypercorrection by the lower middle class as a factor in linguistic change », Bright,‎ 1966, p. 84-113

- (en) William Labov, « Systematic relations of standard and non-standard rules in the grammars of Negro speakers », Project Literacy Reports, Ithaca (New Jersey), Cornell University, no 8,‎ 1967, p. 66-84

- (en) William Labov, Paul Cohen, Clarence Robins et John Lewis, « A study of the non-standard English of Negro and Puerto Rican speakers in New York City », Cooperative Research Project, Philadelphie, U.S. Regional Survey, no 3288,‎ 19682 vols.

- (en) William Labov, « Contraction, deletion, and inherent variability of the English copula », Language, no 45,‎ 1969, p. 715-762 (lire en ligne)

- (en) William Labov et Clarence Robins, « A note on the relation of reading failure to peer-group status in urban ghettos », The Teachers College Record, no 70,‎ 1969, p. 395-405

- (en) William Labov, « The study of language in its social context », Studium Generale, no 23,‎ 1970, p. 30-87

- (en) William Labov, « Some principles of linguistic methodology », Language in Society, no 1,‎ 1971, p. 97-120 (lire en ligne)

- (en) William Labov, « Academic ignorance and black intelligence », The Atlantic Monthly,‎ juin 1972, p. 59-67 (lire en ligne)

- (en) William Labov, « Negative attraction and negative concord in English grammar », Language, no 48,‎ 1972, p. 773-818

- (en) William Labov, « Where do grammars stop? », Georgetown Monograph on Languages and Linguistics, R. Shuy, no 25,‎ 1972, p. 43-88

- (en) William Labov, « A clear demonstration : Review of The Cultural Context of Leaning and Thinking by M. Cole, J. Gay, J.Glick and D. Sharp », Contemporary Psychology, no 18,‎ 1973, p. 428-429

- (en) William Labov, « The linguistic consequences of being a lame », Language in Society, no 2,‎ 1973, p. 81-115

- (en) William Labov, « Crossing the gulf between sociology and sociolinguistics », The American Sociologist, no 13,‎ 1978, p. 93-103

- (en) William Labov et David Sankoff, « On the uses of variable rules », Language in Society, Chicago Linguistic Society, vol. 3, no 8,‎ 1978, p. 220-260 (lire en ligne)

- (en) William Labov, « Resolving the Neogrammarian controversy », Language, no 57,‎ 1981, p. 267-309 (lire en ligne)

- (en) William Labov, « Objectivity and commitment in linguistic science : The case of the Black English trial in Ann Arbor », Language in Society, no 11,‎ 1982, p. 165-202

- (en) William Labov, « Constraints on the agentless passive », Journal of Linguistics, no 19,‎ 1983, p. 29-58

- (en) William Labov, « Intensity », GURT, no 84,‎ 1984, p. 43-70

- (en) William Labov, « Speech actions and reactions in personal narrative », GURT, no 85,‎ 1985

- (en) William Labov, « The several logics of quantification », Berkeley Linguistic Society, no 11,‎ 1986, p. 175-195

- (en) William Labov, « The child as linguistic historian », Language Variation and Change, no 1,‎ 1989, p. 85-97

- (en) William Labov, « The interaction of sex and social class in the course of linguistic change », Language Variation and Change, no 2,‎ 1990, p. 205-254réimprimé dans : (en) Jenny Cheshire et Peter Trudgill, The Sociolinguistics Reader, vol. 2 : Gender and Discourse, Londres, Arnold, 1998, p. 7-52

- (en) William Labov, Mark Karan et Corey Miller, « Near mergers and the suspension of phonemic contrast », Language Variation and Change, no 3,‎ 1991, p. 33-74

- (en) William Labov, « Some further steps in narrative analysis », Journal of Narrative and Life History, no 7,‎ 1997, p. 395-415 (lire en ligne)

- (en) William Labov, « Is linguistic knowledge useful knowledge? : An answer from the study of reading », 语言教学与研究 (Yuyan Jiaoxue yu Yanjiu ; Étude et enseignement des langues), no 1,‎ 2001

- (en) William Labov, « Uncovering the event structure of narrative », dans Deborah Tannen et James E. Alatis, Georgetown University Round Table on Languages and Linguistics. Linguistics, Language and the Real World: Discourse and Beyond, 2003, 63-83 p. (ISBN 9780878409044, présentation en ligne, lire en ligne)

- (en) William Labov, « When ordinary children fail to read », Reading Research Quarterly, no 38,‎ 2003, p. 131-133

- (en) William Labov, « Thinking about Charles Ferguson », International Journal of the Sociology of Language, no 163,‎ 2003, p. 5-7

- (en) William Labov, « Narrative pre-construction », Narrative Inquiry, no 16,‎ 2006, p. 37-45 (lire en ligne)Également dans (en) M. Bamberg (dir.), Narrative : State of the Art, Amsterdam et Philadelphie, John Benjamins, 2006, p. 47-56

- (en) William Labov, « A sociolinguistic perspective on sociophonetic research », Journal of Phonetics, no 34,‎ 2006, p. 500-515

- (en) Gordon Matt, « Interview with William Labov », Journal of English Linguistics, no 34,‎ 2006, p. 332-351

- (en) William Labov, « Transmission and diffusion », Language, no 83,‎ 2007, p. 344-387 (lire en ligne)

- (en) William Labov, « Unendangered languages, endangered people : The case of African-American Vernacular English », Transforming Anthropology, no 18,‎ 2010, p. 15-27

- (en) William Labov et Bettina Baker, « What is a reading error? », Applied Psycholinguistics, no 31,‎ 2010, p. 735-757

### Sections d'ouvrages
- (en) William Labov, « Phonological correlates of social stratification », dans John J. Gumperz et Dell Hymes, Directions in Sociolinguistics, 1964 (lire en ligne), p. 164-176

- (en) William Labov, « Stages in the acquisition of standard English », dans R. Shuy, Social Dialects and Language Learning, Champaign (Illinois), National Council of Teachers of English, 1964

- (en) William Labov, « The effect of social mobility on linguistic behavior », dans S. Lieberson, xplorations in sociolinguistics, Bloomington, Bloomington, 1966 (lire en ligne), p. 186-203

- (en) William Labov, « Some sources of reading problems », dans A. Frazier, New Directions in Elementary English, Champaign (Illinois), National Council of Teachers of English, 1966, p. 140-167

- (en) William Labov et Joshua Waletzky, « Narrative analysis », dans J. Helm, Essays on the Verbal and Visual Arts, Seattle, University of Washington Press, 1967, p. 12-44

- (en) William Labov et Paul Cohen, « Some suggestions for teaching standard English to speakers of nonstandard urban dialects », dans J. DeStefano, Language, Society and Education, Worthington (Ohio), Jones Publishing, 1973, p. 218-237

- (en) William Labov, Uriel Weinreich et Marvin Herzog, « Empirical foundations for a theory of language change », dans W. Lehmann et Y. Malkiel, Directions for Historical Linguistics, Austin, University of Texas Press, 1968

- (en) William Labov, « The Non-Standard Negro Vernacular : Some Practical Suggestions », dans Position Papers from Language Education for the Disadvantaged, Nat. Inst. for Advanced Study in Teaching Disadvantaged Youth, 1968, p. 4-7

- (en) William Labov, « The reading of the -ed suffix », dans H. Levin et J. Williams, Basic Studies on Reading, New York, New York, 1970, p. 222-245

- (en) William Labov, « Finding out about children's language », dans D. Steinberg, Working Papers in Communication, Honolulu, Pacific Speech Association, 1971

- (en) William Labov, « Methodology », dans W. Dingwall, A Survey of Linguistic Science, College Park (Maryland), University of Maryland, 1971

- (en) William Labov, « The notion of 'system' in creole languages », dans Dell Hymes, Pidginization and Creolization of Languages, Cambridge, Cambridge University Press, 1971, p. 447-472

- (en) William Labov, « Variation in language », dans Carroll Reed, The Learning of Language, Champaign (Illinois), National Council of Teachers of English, 1971, p. 187-222

- (en) William Labov, « Rules for ritual insults », dans D. Sudnow, Studies in Social Interaction, New York, Free Press, 1972, p. 120-169

- (en) William Labov, « Some features of the English of Black Americans », dans R. W. Bailey et J. L. Robinson, Varieties of Present-Day English, New York, MacMillan, 1972, p. 236-255

- (en) William Labov, « The internal evolution of linguistic rules », dans R. Stockwell et R. Macaulay, Linguistic Change and Generative Theory, Bloomington, Indiana University Press, 101-171

- (en) William Labov, « The recent history of some dialect markers on the island of Martha's Vineyard, Massachusetts », dans L. M. Davis, Studies in Linguistics in Honor of Raven I. McDavid Jr., Gadsden, Alabama, University of Alabama Press, 1972

- (en) William Labov, Malcah Yaeger et Richard Steiner, A Quantitative Study of Sound Change in Progress, Philadelphie, U. S. Regional Survey, 1972

- (en) William Labov, « The logic of non-standard English », dans J. Alatis, Georgetown Monograph on Languages and Linguistics, 1969, p. 1-44

- (en) William Labov, « General attitudes towards the speech of New York City », dans R. W. Bailey et J. L. Robinson, Varieties of Present-Day English, New York, Macmillan, 1973, p. 274-291

- (en) William Labov, « Modes of mitigation and politeness », dans J. DeStefano, Language, Society and Education: A Profile of Black English, Worthington, Charles A. Jones Publishing Company, 1973, p. 107-112

- (en) William Labov, « The boundaries of words and their meanings », dans C.-J. Bailey et R. Shuy, New Ways of Analyzing Variation in English, Washington D.C., Georgetown University Press, 1973, p. 340-373Réimprimé dans : B. Aarts et al., Fuzzy Grammar, Oxford, Oxford university press, 1973, p. 67-90

- (en) William Labov, « The place of linguistic research in American society », dans E. Hamp, Themes in Linguistics : the 1970's., La Haye, Mouton de Gruyter, 1973, p. 97-129

- (en) William Labov, « The social setting of linguistic change », dans Thomas A. Sebeok, Current Trends in Linguistics : Diachronic, Areal and Typological Linguistics, vol. 11, La Haye, Mouton de Gruyter

- (en) William Labov, « Toasts », dans A. Dundes, Mother Wit from the Laughing Barrel : Readings in the Interpretation of Afro-Ameriocan Folklore, Englewood Cliffs, Prentice-Hall, 1973

- (en) William Labov, « Language change as a form of communication », dans Albert Silverstein, Human Communication, Hillsdale (New Jersey), Erlbaum, 1974, p. 221-256

- (en) William Labov, « The art of sounding and signifying », dans W. Gage, Language in its Social Setting, Washington D.C., Anthropological Society of Washington, 1974, p. 84-116

- (en) William Labov, « On the use of the present to explain the past », dans L. Heilmann, Process of the 11th International Congress of Linguists, Bologne, Il Mulino, 1975, p. 825-851Réimprimé dans : A. Makkai et al., Linguistics at the Crossroads, 1975, p. 226-261

- (en) William Labov, « The quantitative study of linguistic structure », dans K.-H. Dahlstedt, The Nordic Languages and Modern Linguistics, Stockholm, Almqvist & Wiksell, 1975, p. 188-244

- (en) William Labov et Teresa Labov, « Learning the syntax of questions », dans R. Campbell et P. Smith, Recent Advances in the Psychology of Language, vol. 4B, New York, Plenum, coll. « NATO Conference Series » (no III), 1975

- (en) William Labov, « The relative influence of family and peers on the learning of language », dans R.Simone et al., Aspetti Sociolinguistici dell' Italia contemporanea, Rome, Bulzoni, 1976

- (en) William Labov, « Ten principles of bilingual education », dans Bilingual Education : Ethnic Perspectives, Philadelphie, Nationalities Service Center and Community College of Philadelphia, 1977, p. 63-69

- (en) William Labov, « Gaining access to the dictionary », dans J. F. Kavanagh et W. Strange, Speech and Language in the Laboratory, School and Clinic, Cambridge (Massachusetts), MIT Press, 1978, p. 437-455

- (en) William Labov, « Where does the sociolinguistic variable stop? : A response to Beatriz Lavendera », dans Working Papers in Sociolinguistics, Austin, Southwest Educational Development Laboratories, 1978

- (en) William Labov, « The social origins of sound change », dans William Labov, Locating Language in Time and Space, New York, Academic Press, 1980, p. 251-266

- (en) William Labov, « Is there a creole speech community? », dans A. Valdman  et A. Highfield, Theoretical Orientations in Creole Studies, New York, Academic Press, 1980

- (en) William Labov, « What can be inferred about change in progress from synchronic descriptions? », dans D. Sankoff et H. Cedergren, Variation Omnibus, Edmonton (Alberta), Linguistic Research, 1981

- (en) William Labov, « Building on empirical foundations », dans W. Lehmann et Y. Malkiel, Perspectives on Historical Linguistics, Amsterdam et Philadelphie, John Benjamins, 1982, p. 17-92

- (en) William Labov, « Competing value systems in the inner-city schools », dans P. Gilmore et A. Glatthorn, Children In and Out of School, Washington D.C., Center for Applied Linguistics, 1982, p. 148-171

- (en) William Labov et E. Judith Weiner, « Recognizing Black English in the classroom », dans J. Chambers, Black English : Educational Equity and the Law, Ann Arbor, Karoma Press, 1983, p. 29-55

- (en) William Labov, « Field methods of the Project on Linguistic Change and Variation », dans J. Baugh et J. Sherzer, Language in Use, Englewood Cliffs, Prentice Hall, 1984 (lire en ligne)

- (en) William Labov, « Language structure and social structure », dans S. Lindenberg, J. Coleman et S. Nowak, Approaches to Social Theory, New York, Russell Sage Foundation, 1986

- (en) William Labov et Teresa Labov, « Public discourse and the problem of social order », dans T. Ensink et al., Discourse Analysis and Public Life : The political Interview and Doctor-Patient, 1986

- (en) William Labov, « Conversation », dans Papers of the Groningen Conference on Medical and Political discourse, Dordrecht, Foris Publications, 1986

- (en) William Labov et W. Harris, « De Facto segregation of black and white vernaculars », dans David Sankoff, Diversity and Diachrony, Philadelphie, John Benjamins, 1986, p. 1-24

- (en) William Labov, David Graff et Wendell Harris, « Testing listeners' reactions to phonological markers », dans David Sankoff, Diversity and Diachrony, Philadelphie, John Benjamins, 1986, p. 45-58

- (en) William Labov, « Sources of inherent variation », dans J. S. Perkell et D. Klatt, Invariance and Variability in Speech Process, Hillsdale (New Jersey), Erlbaum, 1986, p. 402-423

- (en) William Labov, « The community as educator », dans J. Langer, Process of the Stanford Conference on Language and Literature, Norwood (New Jersey), Ablex, 1987, p. 128-146

- (en) William Labov, « The overestimation of functionalism », dans R. Dirven et V. Fried, Functionalism in Linguistics, Amsterdam, John Benjamins, 1987, p. 311-322

- (en) William Labov, « The interpretation of zeroes », dans W. U. Dressler et al., Proceedings of the Fifth International Phonology Meeting, Eisenstadt, Phonologica 1984, Londres, Cambridge University Press, 1987, p. 135-156

- (en) William Labov, « The judicial testing of linguistic theory », dans D. Tannen, Language in Context : Connecting Observation and Understanding, Norwood (New Jersey), Ablex, 1988, p. 159-182

- (en) William Labov, « The exact description of the speech community : short /a/ in Philadelphia », dans R. Fasold et D. Schiffrin, Language Change and Variation, Philadelphie, John Benjamins, 1989 (lire en ligne), p. 1-57

- (en) William Labov, « On the adequacy of natural languages I : the development of tense », dans J. Singler, Pidgin and Creole Tense-Mood-Aspect Systems, Amsterdam et Philadelphie, John Benjamins, 1990, p. 1-58

- (en) William Labov, « The three dialects of English », dans P. Eckert, Quantitative Analyses of Sound Change, New York, Academic Press, 1991, p. 1-44

- (en) William Labov, « Regular sound change in English dialect geography », dans M. Rissanen et al., History of Englishes : New Methods and Interpretations in Historical Linguistics, Berlin, Mouton de Gruyter, 1992, p. 42-71

- William Labov, « La transmission des changements linguistiques », dans Françoise Gadet, Hétérogénéité et variation : Labov, un bilan, Paris, Larousse, 1992, p. 16-33

- (en) William Labov et Julie Auger, « The effect of normal aging on discourse : a sociolinguistic approach », dans Brownell, Hiram H. and Yves Joanette, Narrative Discourse in Neurologically Impaired and Normal Aging Adults, San Diego, Singular Publishing Group, 1993, p. 115-134

- William Labov, « Sociolinguistique et sociologie du langage: une discipline ou deux? », dans C. Philipponeau, Sociolinguistique et aménagement des langues : Acte du XVIe Colloque annuel  de l'Association de linguistique des Provinces atlantiques, Moncton, Centre de recherche en linguistique appliquée, Université de Moncton, 1994, p. 177-212

- (en) William Labov et Wendell Harris, « Addressing social issues through linguistic evidence », dans J. Gibbons, Language and the Law, Londres et New York, Longman, 1994, p. 265-305

- (en) William Labov, « Can reading failure be reversed : A linguistic approach to the question », dans V. Gadsden et D. Wagner, Literacy Among African-American Youth : Issues in Learning, Teaching and Schooling, Cresskill (New Jersey), Hampton Press, 1995 (lire en ligne), p. 39-68

- (en) William Labov, « The two futures of linguistics », dans Ik-Hwan Lee, Linguistics in the Morning Calm, vol. 3 : Selected Papers from SICOL-1992, Séoul, Hanshin Publishing Company, 1995, p. 113-148

- (en) William Labov, « The case of the missing copula : the interpretation of zeros in African American English », dans L. Gleitman et M. Liberman, Language. An Invitation to Cognitive Science, vol. 1, 1995, 2e éd. (lire en ligne), p. 25-54

- (en) William Labov, « When intuitions fail », dans Papers from the  Parasession on Theory and Data in Linguistics, vol. 32, Chicago, Chicago Linguistic Society, 1996, p. 77-106

- (en) William Labov, « Some notes on the role of misperception in language learning », dans R. Bayley et D. Preston, Second Language Acquisition and Linguistic Variation, Philadelphie, john Benjamins, 1996, p. 245-252

- (en) William Labov, « Understanding Birmingham », dans Cynthia Bernstein, Thomas Nunnally et Robin Sabino, Language Variety in the South Revisited, Tuscaloosa, Université de l'Alabama, 1997 (ISBN 9780817308827, présentation en ligne), p. 508-573

- (en) William Labov, « Resyllabification », dans F. Hinskens, R. van Hout et W. L. Wetzels, Variation, change and phonological theory, Amsterdam et Philadelphie, John Benjamins, 1997, p. 145-179

- William Labov, « Vers une réévaluation de l’insécurité linguistique des femmes », dans Pascal Singy, Les femmes et la langue : L’insécurité linguistique en question, Lausanne, Delachaux et Niestlé, 1998, p. 25-35

- (en) William Labov, « Co-existent systems in African-American Vernacular English », dans S. Mufwene, J. Rickford, G. Bailey et J. Baugh, The Structure of African-American English : Structure, history and use, Londres et New York, Routledge, 1998 (lire en ligne), p. 110-153

- (en) William Labov, « The anatomy of style », dans P. Eckert et J. Rickford, Style and Sociolinguistic Variation, Cambridge, University of Cambridge Press, 2001, p. 85-108

- (en) William Labov, « Applying our knowledge of African American English to the problem of raising reading levels in inner-city schools », dans Sonja Lanehart, Sociocultural and Historical Contexts of  African American English, 2001 (ISBN 9789027248862, lire en ligne)

- (en) William Labov, « Applying our knowledge of African American English to the problem of raising reading levels in inner-city schools », dans African American English : State of the Art, Philadelphie, John Benjamins, 2001, p. 299-318

- (en) William Labov, « Pursuing the cascade model », dans D. Britain et J. Cheshire, Social Dialectology : in Honor of Peter Trudgill, Amsterdam, John Benjamins, 2003 (lire en ligne), p. 9-22

- (en) William Labov, « Quantitative Analysis of Linguistic Variation », dans U. Ammon, N. Dittmar, K. Mattheier et P. Trudgill, HSK Sociolinguistics/Sociolinguisik, vol. I, Berlin, De Gruyter, 2004, p. 6-21

- (en) William Labov, « Ordinary Events », dans Carmen Fought, Sociolinguistic Variation : Critical Reflections, Oxford, Oxford University Press, 2004 (lire en ligne), p. 31-43

- (en) William Labov, « Mysteries of the substrate », dans . Meyerhoff et N. Nagy, Social Lives in Language : Sociolinguistics and multilingual speech communities, Amsterdam et Philadelphie, John Benjamins, 2008, p. 315-326

- (en) William Labov, « Is a structural dialectology practical? : Re-deploying Weinreich’s approach to diasystems », dans M. Herzog et al., Evidence of Yiddish Documented in European Societies : The Language and Culture Atlas of Ashkenazi Jewry, Tübingen, Max Niemeyer Verlag, 2008, p. 217-230

- (en) William Labov, « Triggering events », dans S. Fitzmaurice et D. Minkova, Studies in the History of the English Language, vol. IV : Empirical and Analytical Advances in the Study of English Language Change, Berlin, Mouton de Gruyter, 2008, p. 11-54

- (en) William Labov, « Unendangered dialects, endangered people », dans Kendall A. King et al., Sustaining Linguistic Diversity, Washington D.C., Georgetown University Press, 2008 (lire en ligne), p. 219-238

- William Labov, « A Life of Learning: Six People I Have Learned From », American Council of Learned Societies, 2009 (consulté le 27 décembre 2011)

- (en) William Labov, « Oral Narratives of Personal Experience », dans Patrick Hogan (dir.), Cambridge Encyclopedia of the Language Sciences, Cambridge, Cambridge University Press, 2010 (lire en ligne)

- (en) William Labov, « Where shall I begin? », dans D. Schiffrin, A. De Fina et A. Nylund, Telling Stories : Language, Narrative and Social Life, Washington D.C., Georgetown University Press, 2010